# Jiriki
Jiriki (自力) est un terme du bouddhisme, de l'école japonaise de la Terre Pure, qui désigne les efforts du fidèle pour atteindre l'illumination. Jiriki peut être traduit littéralement par puissance personnelle. Son contraire est tariki.